# Jermahan Ibraimov
Jermahan Ibraimov (kazakul: Ермахан Ыбрайымов, oroszul: Ермахан Сагиевич Ибраимов [Jermahan Szagijevics Ibraimov]; Thälmann (ma Zsakszilik, Zsambili terület Kazahsztán), Szovjetunió, 1972. január 1. –) olimpiai bajnok kazak ökölvívó.

## Eredményei
- 1996-ban bronzérmes az olimpián nagyváltósúlyban. Az elődöntőben a kubai Alfredo Duvergeltől szenvedett vereséget.
- 1997-ben ezüstérmes a világbajnokságon nagyváltósúlyban.
- 1998-ban aranyérmes nagyváltósúlyban a bangkoki ázsiai játékokon.
- 1999-ben bronzérmes a világbajnokságon nagyváltósúlyban.
- 2000-ben olimpiai bajnok nagyváltósúlyban. A döntőben a román Marian Simiont győzte le.